# Ксения Миласская
Ксения Миласская (Римская, в миру — Евсевия; ум. во второй половине V века) — христианская святая, почитаемая Православной церковью в лике преподобных. Память совершается 24 января (6 февраля).

## Житие
Родилась в знатной римской семье. Имея желание посвятить себя Богу и не вступать в брак, вместе со своими служанками, переодевшись в мужскую одежду, покинула Рим. На корабле доплыла до острова Кос, находящегося недалеко от Галикарнаса. Там Евсевия сменила имя на Ксения (с греческого — чужестранка, странница) и начала вести вместе со своими спутницами уединённую жизнь. На острове она встретила пресвитера Павла, настоятеля монастыря апостола Андрея в городе Милассе. Он стал духовным отцом отшельниц и перевёз их в свой город, где на средства, взятые из дома, Ксения купила участок земли и построила церковь во имя первомученика Стефана. Вскоре вокруг Ксении образовалась монашеская община. Павел постриг Ксению в монашество. Когда духовный отец Ксении был поставлен епископом Миласса, то он посвятил её в диакониссы.
Ксения, по рассказу жития, вела аскетическую жизнь, ограничивая себя во всём:

Воздержания её боялись даже бесы; побеждаемые её постом и подвигами, они убегали, не смея и приступить к ней. Она вкушала пищу или на второй, или на третий день, а много раз и всю седмицу оставалась без пищи. Когда же наступало ей время принимать пищу, она не вкушала ни зелени, ни бобов, ни вина, ни елея, ни огородных овощей, ни чего-либо другого из питательных яств, а только немного хлеба, орошённого собственными слезами. Она брала из кадильницы пепел и посыпала им хлеб. Делала она это во все годы своей жизни…
— Димитрий Ростовский. Жития святых
Ксения скончалась во второй половине V века и была погребена у входа в город в месте, выбранном ей самой. Её знатное происхождение открыла одна из её служанок перед своей смертью.

## Почитание
Ксения Римляныня являлась небесной покровительницей царевны Ксении Годуновой, с чем связано почитание ее на Руси на рубеже 16—17 веков.
Чудотворная мозаичная икона преподобной странницы Ксении Миласской украшает алтарную стену часовни Ксении Блаженной в Санкт-Петербурге.